# Bertiera brevithyrsa
Bertiera brevithyrsa är en måreväxtart som beskrevs av Aaron Paul Davis. Bertiera brevithyrsa ingår i släktet Bertiera och familjen måreväxter. Inga underarter finns listade i Catalogue of Life.